# Tilophora
Tilophora is een geslacht van halfvleugeligen uit de familie Aphrophoridae. De wetenschappelijke naam van dit geslacht is voor het eerst geldig gepubliceerd in 1942 door Matsumura.

## Soorten
Het geslacht Tilophora  is monotypisch en omvat slechts de volgende soort:
- Tilophora flavipes (Uhler, 1896)